# Alfred (film)
Alfred är en svensk dramafilm från 1995 i regi av Vilgot Sjöman.
Filmen handlar om uppfinnaren Alfred Nobel, om hur han uppfinner dynamiten och så småningom blir en internationellt känd industrimagnat.

## Rollista
- Sven Wollter - Alfred Nobel
- Rita Russek - Bertha Kinsky
- Judit Danyi - Sofie Hess
- Féodor Atkine - Paul Barbe
- Yves Jacques - Georges Fehrenbach
- Philippe Beglia - Auguste, betjänt
- Jelena Jangfeldt-Jakubovitch - Olivie, husföreståndarinna
- Jarl Kulle - Immanuel Nobel den yngre, Alfreds far
- Sif Ruud - Andriette Nobel, Alfreds mor
- Heio von Stetten - Arthur von Suttner
- Isabella von Stromberg - Marie-Louise von Suttner
- Robert Gustafsson - Ragnar Sohlman
- Iwar Wiklander - Robert Nobel, Alfreds bror
- Viveka Seldahl - Paulina Nobel, Roberts hustru
- Per Myrberg - Ludvig Nobel, Alfreds bror

## DVD
Filmen gavs ut på DVD 2008.